# Белявска, Каролина
Каролина Белявска (пол. Karolina Bielawska; род. 11 апреля 1999 года, Лодзь) — польская модель, победительница конкурса красоты «Мисс мира 2021».

## Ранние годы и образование
Родилась в Лодзи 11 апреля 1999 года в семье Агнешки Закревской-Белявской, декана факультета организации и управления Лодзинского Политехнического университета, и Лукаша Белявского, бывшего президента городского футбольного клуба «ЛКС Лодзь».
Позже получила степень бакалавра в области управленческих наук на факультете управления и машиностроения производства Лодзинского политехнического университета.
Она является лауреатом премии лучшему выпускнику факультета управления и инженерного производства за 2020/2021 учебный год.
Белявска также получила награду на VII Национальном конкурсе имени профессора Романа Гловацкого на лучшую работу бакалавра в области маркетинга, торговли и потребления, организованной Польским обществом маркетинга.
Является автором научной статьи «Consumers ' Choice Behavior Toward Green Clothing», опубликованной в журнале «European Research Studies».
В настоящее время Белявска готовится к получению степени магистра бизнес-исследований в Международном инженерном институте (IFE) Лодзинского Политехнического университета.

## Участие в конкурсах красоты
В ноябре 2019 года Каролина выиграла конкурс красоты «Мисс Польша». После победы на конкурсе девушка активно занялась благотворительной деятельностью, организовав ряд акций и фондов.
В 2021 году была выбрана в качестве представительницы Польши на международном конкурсе «Мисс мира», который из-за пандемии коронавируса был затем перенесен на 2022 год. В финале конкурса, состоявшемся 17 марта 2022 года в столице Пуэрто-Рико Сан-Хуане, Белявска одержала победу, тем самым став первой с 1989 года участницей из Польши, выигравшей данный титул.

## Международные визиты
Во время того, как у Каролины был титул Мисс Мира, она посетила Великобританию, Пуэрто-Рико, Эквадор, Ботсвану, США, Кот-д’Ивуар, Румынию, Вьетнам, Сингапур, Малайзию, Индонезию, Объединённые Арабские Эмираты, Индию, Филиппины и Украину.